# سیلوستازول
سیلوستازول (انگلیسی: Cilostazol) (با نام تجاری Pletal)، دارویی است که برای کمک به علائم لنگش متناوب در بیماری‌های عروق محیطی استفاده می‌شود. اگر پس از ۳ ماه هیچ بهبودی مشاهده نشد، قطع دارو منطقی است. همچنین ممکن است برای جلوگیری از سکته مغزی استفاده شود. این دارو از راه دهان مصرف می شود.
عوارض جانبی شایع شامل سردرد، اسهال، سرگیجه و سرفه است. عوارض جانبی جدی ممکن است شامل کاهش بقا در افراد مبتلا به نارسایی قلبی، پلاکت پایین و گلبول‌های سفید پایین باشد.  سیلوستازول یک مهارکننده فسفودی استراز ۳ است که با مهار تجمع پلاکت‌ها و گشاد کردن شریان‌ها عمل می‌کند.

## تداخلات
سیلوستازول توسط دو ایزوآنزیم CYP3A4 و CYP2C19 از سیستم سیتوکروم P450 متابولیزه می شود. داروهایی که CYP3A4 را مهار می‌کنند، مانند ایتراکونازول، اریترومایسین، کتوکونازول و دیلتیازم، با سیلوستازول تداخل دارند. مهارکننده پمپ پروتون امپرازول، یک مهارکننده CYP2C19، قرار گرفتن در معرض متابولیت فعال سیلوستازول را افزایش می‌دهد.
آب گریپ فروت (که یک مهارکننده CYP3A4 است) حداکثر غلظت دارو را حدود ۵۰٪ افزایش می‌دهد.

## سازوکار
سیلوستازول یک مهارکننده انتخابی فسفودی استراز نوع ۳ (PDE3) با تمرکز درمانی بر افزایش cAMP است. افزایش cAMP منجر به افزایش شکل فعال پروتئین کیناز A (PKA) می‌شود که مستقیماً با مهار تجمع پلاکتی مرتبط است. PKA همچنین از فعال شدن آنزیمی (میوزین کیناز با زنجیره سبک) که در انقباض سلول های عضله صاف مهم است جلوگیری می کند و در نتیجه اثر گشاد کنندگی عروق خود را اعمال می کند.